# Campionato mondiale femminile di pallacanestro 1953
La 1ª edizione del Campionato Mondiale di Pallacanestro Femminile FIBA è stata disputata in Cile dal 7 al 22 marzo del 1953. Il torneo fu la prima manifestazione sportiva per nazionali femminili a livello mondiale organizzata dalla FIBA.

## Squadre partecipanti

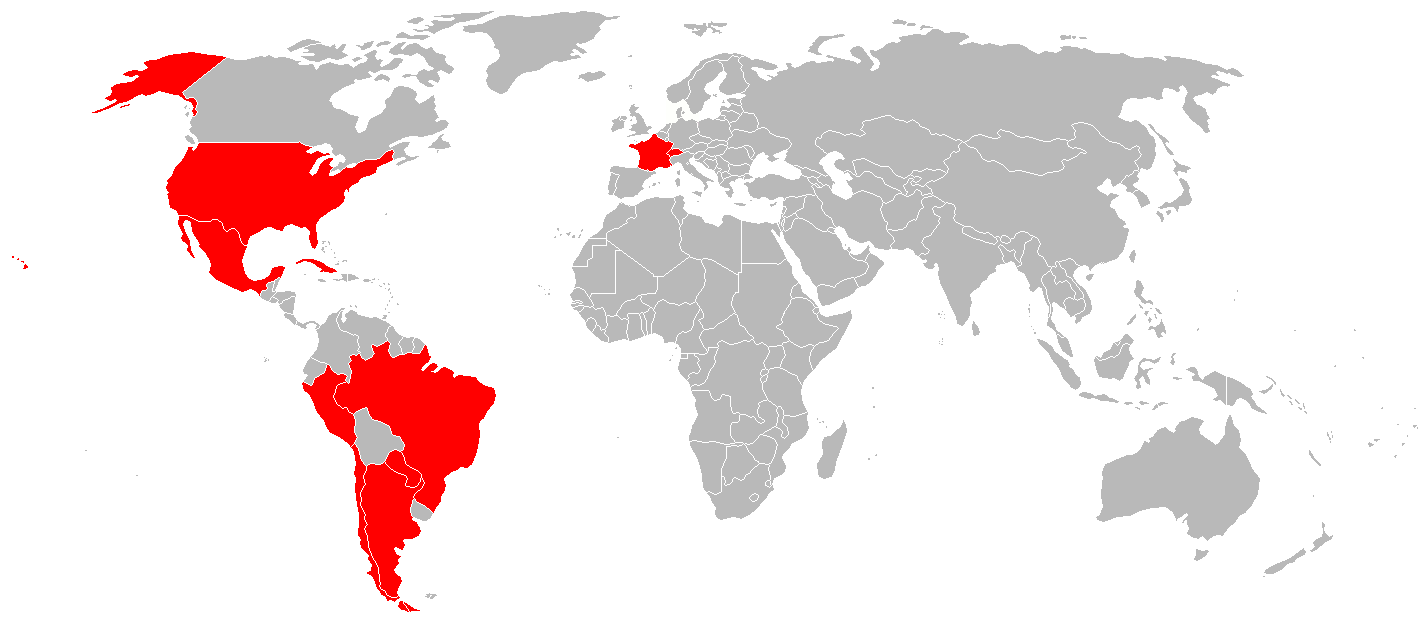
Nazionali partecipanti al 1º Campionato mondiale di pallacanestro femminile.

| - Argentina - Brasile - Cile - Cuba - Francia | - Messico - Paraguay - Perù - Svizzera - Stati Uniti |

## Classifica finale
| Campione del Mondo | Campione del Mondo | Campione del Mondo |
| --- | ------------------ | --- |
| Stati Uniti4 Nash, 5 Washington, 6 Bowden, 7 Thompson, 8 Clark, 9 Murphy, 11 Baldwin, 12 Sanders, 14 Loyd, All. John Head |                    | |
| Argento | Cile               | Cile3 Ortiz, 4 Penelli, 6 Terán, 7 Camazón, 8 León, 9 Meyer, 10 Piña, 11 Yávar, 12 Reyes, 13 Hernández, 14 Ramos, 15 Gallardo, 18 Villalobos, All. Tonka Karzulovic        |
| Bronzo | Francia            | Francia4 Marfaing, 5 Golhen, 6 Tavert, 7 Colchen, 8 Savelli, 9 Biny, 10 O. Roques, 11 Henry, 12 Neyraud, 13 Béjaud, 14 Seillier, 15 G. Roques, All. Robert Busnel          |
| 4. | Brasile            | Brasile3 Anésia, 4 Aglaé, 5 Nair, 6 Wanda, 7 Martha, 8 Marly, 9 Ivone, 10 Noêmia, 11 Cida, 12 Coca, 13 Ferrari, 14 Nívea, All. Mário Amâncio Duarte                        |
| 5. | Paraguay           | Paraguay3 Acosta, 4 Aranguren, 5 Hellmann, 6 von Eckartsberg, 7 Escobar, 8 López, 9 Nunes, 10 Ilse, 11 Escudero, 12 Battaglia, All. Carlos Rojas y Rojas                   |
| 6. | Argentina          | Argentina3 Bonetti, 4 Pastorino, 5 Echeverría, 6 Sosa, 7 Mottolese, 8 Kirsch, 9 Reyes, 10 Marchisotti, 11 Rosales, 12 Crocco, 13 Ortiz, 14 Medrano, All. Francisco del Río |
| 7. | Perù               | Perù4 Farfán, 5 Baluarte, 6 Bedregal, 7 Castillo, 8 Volpe, 9 Gallegos, 10 Espinoza, 11 Yip, 12 Carranza, 13 Favarato, 14 Delgado, 15 Díaz, All. Lucrecia Velarde           |
| 8. | Messico            | Messico3 Gómez, 4 Gamborino, 5 Mota, 6 Ayoon, 7 Chiu, 9 Alfaro, 11 García, 12 Arias, 13 Reyna, 16 Cortés, 17 Ojeda, 18 Aguilar, All. Antonio Lavín                         |
| 9. | Svizzera           | Svizzera3 Pfeuti, 4 Pochon, 5 Schroder, 6 Bärtschi, 7 Guichard, 8 Damon, 9 Ruhler, 11 Schneider, 12 Vicent, 13 Chevalier, 14 Girod, 15 Clot, All. -                        |
| 10. | Cuba               | Cuba3 Pérez, 5 Thaureaux, 6 Buergo, 7 Suárez, 8 Veulens, 9 Soler, 11 Palacio, 12 González, 13 Morales, 17 Míguez, 20 Aldao, 25 Portella, All. René Otl                     |